# Santo Isidro de Pegões
Santo Isidro de Pegões ist ein Ort und eine ehemalige Gemeinde (Freguesia) im portugiesischen Kreis Montijo. Die Gemeinde hatte 1537 Einwohner (Stand 30. Juni 2011).
Am 29. September 2013 wurden die Gemeinden Santo Isidro de Pegões und Pegões zur neuen Gemeinde União das Freguesias de Pegões zusammengeschlossen.